# Патруль часу (фільм)
«Патруль часу», досл. «Поліцейський у часі» (англ. Timecop) — американський науково-фантастичний бойовик 1994 року режисера Пітера Гаямса і співсценаристів Майка Річардсона (також виконавчий продюсер) та Марка Верхайдена. Фільм заснований на коміксі Time Cop, історія створена Річардсоном, написана Верхайденом та зображена Роном Рендаллом.
Головні ролі зіграли Жан-Клод Ван Дамм, Міа Сара, Рон Сільвер, Брюс МакГілл, Глорія Рубен, Скотт Белліс. Ван Дамм грає Макса Вокера, поліцейського в 1994 році, а пізніше — федерального агента США у 2004 році, коли стали можливими подорожі у часі. Намагаючись врятувати свою дружину (грає Міа Сара) від вбивства, він протистоїть корумпованому політику Аарону МакКомбу (грає Рон Сільвер) та бореться з його злочинами у минулому.
«Патруль часу» залишається найкасовішим фільмом Ван Дамма як виконавця головної ролі. Це його другий фільм, який подолав бар’єр у 100 мільйонів доларів у всьому світі, ставши культовою класикою серед шанувальників. Попри неоднозначні відгуки, критики зазвичай вважають цей бойовик одним із найкращих фільмів Ван Дамма.

## Сюжет
У 1863 році таємничий незнайомець у Гейнсвіллі, штат Джорджія, зупиняє транспорт армії Конфедерації в супроводі п’яти солдатів, що перевозить золото, і наказує військовикам віддати дорогоцінний метал. Коли солдати ціляться в нього, він стріляє в них із пістолетів-кулеметів, захованих під пальтом, яких на той час ще не існувало. 
У 1994 році Центральне розвідувальне управління США виявляє терористів, які використовували золоті злитки з марками Конфедерації для закупівлі зброї. Міністерство юстиції відправляє Джорджа Споту до Комітету з асигнувань Сенату для затвердження секретного проєкту. Спота переконує сенаторів, чому подорожі в часі є небезпечними, і що зміни в історії вже почали проявлятися. В результаті для припинення кримінальних подорожей створюється Комісія з контролю за часом (TEC), що відстежує правопорушників, скасовує їхні дії та відновлює оригінальну хронологію. 
Сенатор Аарон МакКомб добровільно очолює комітет з нагляду та буде звітувати голові контрольної комісії; Юджин Матузак призначений першим комісаром TEC. Пізніше того ж дня офіцеру поліції окружного округу Максу Вокеру пропонують посаду в TEC. Тієї ночі Вокер отримує екстрений виклик і потрапляє у засідку, виходячи з дому; він і його дружина Мелісса піддаються жорстокому нападу невідомих нападників. Макс стає свідком того, як будинок вибухає, а Мелісса всередині загинула.
2004 рік, Вашингтон, США. Колишній поліціянт Макс Вокер тепер повноцінний агент і ветеран TEC. Він втратив свою дружину Меліссу 10 років тому, проте бронежилет врятував йому життя від пострілів гангстерів, які вирішили, що він мертвий. Нове завдання повертає Макса до часів Великої депресії, в якій він відстежує свого колегу Лайла Етвуда. Той дешево купує запаси нафти. Етвуд зізнається Вокеру, що це робиться від імені сенатора МакКомба, який хоче таким чином фінансувати власну президентську кампанію. Етвуду вдається вистрибнути з вікна хмарочоса, оскільки він не хоче свідчити проти МакКомба, щоб захистити сім'ю. Уокер стрибає за ним, встигає зловити його при падінні й повернути у 2004 рік. Але суддя засуджує Етвуда до смерті, останнього знову відправляють у 1929 рік.
Вокеру призначається новий партнер, новачок Сара Філдінг, і вони разом відправляються у 1994 рік для розслідування дій МакКомба. Вони стають свідками зустрічі між МакКомбом і його бізнес-партнером Джеком Паркером. Їх перериває МакКомб із 2004 року, який радить своєму молодшому «я» інвестувати в комп'ютерні технології, тому що новий чіп стане дуже прибутковим. Старший МакКомб попереджає, що вони не повинні торкатися один одного, тому що одна і та ж речовина не може займати той самий простір, після чого вбиває Паркера. Філдінг нападає на Вокера, показуючи, що працює на старшого МакКомба. Після перестрілки з прислужниками сенатора Філдінг поранена, а Вокер тікає до 2004 року.
Макс прибуває у змінене майбутнє, де МакКомб тепер лідер президентських перегонів. Вокер звертається до Матузака, який не знає про зміни в історії та не вважає, що відбулися якісь «часові брижі». Вони усвідомлюють, що оригінальний прототип машини часу ніколи не демонтували, і МакКомб має доступ до неї. Матузак повертає Вокера назад у минуле, щоб відновити історію, жертвуючи своїм життям, коли його розстрілюють агенти корумпованої TEC.
У 1994 році Вокер знаходить Філдінг у лікарні. Вона погоджується свідчити проти МакКомба, але незабаром після цього її вбивають. Перебуваючи в лікарні, Вокер знаходить запис про недавній візит дружини Мелісси, виявляючи, що вона вагітна. Розуміючи, що дружина загине сьогодні, він знаходить її. Мелісса погоджується переконати молодшого Вокера залишитися вдома цієї ночі. Події відбувається майже, як і вперше, але тепер старший Вокер допомагає своєму молодшому «я».
Після того, як нападники зазнали поразки, МакКомб-2004 втручається і бере Меліссу в заручники, протиставляючи старшому Вокеру бомбу, яка знищить будинок. МакКомб знає, що тепер він також загине в результаті вибуху, але задоволений, що молодша особистість виживе і стане президентом. Однак Вокер розповідає, що він заманив МакКомба-1994 до будинку. Агент поєднує двох МакКомбів разом, і вони зливаються в незрозумілу кричущу масу, перш ніж назавжди зникають з історії. Вокер-2004 тікає з Мелісою перед вибухом, залишаючи її поруч зі своїм несвідомим молодшим «я», перш ніж повернутися в майбутнє.
У 2004 році Вокер розуміє, що майбутнє знову змінилося. І Матузак, і Філдінг живі, TEC працює на повну силу, сенатор МакКомб зник у 1994 році. Вокер повертається додому, щоб знайти Меліссу живою, і яка чекає на нього з маленьким сином. Вона каже, що має щось йому сказати (натяк на вагітність). Вокер відповідає: «Не поспішай. Я нікуди не поїду».

## У ролях
- Жан-Клод Ван Дамм — Макс Вокер
- Міа Сара — Мелісса Вокер
- Рон Сільвер — сенатор Аарон МакКомб
- Брюс Макгілл — командувач Євген Матузак
- Глорія Рубен — Сара Філдінг
- Скотт Белліс — Рікі
- Скотт Лоуренс — Джордж Спота
- Кеннет Велш — сенатор Атлі

## Реакція

### Касові збори
Патруль часу випущений 16 вересня 1994 р. і посів перше місце у перший тиждень за зборами з $12 064 625 у 2228 театрах, $5 415 в середньому з одного кінотеатру. У свій другий тиждень посів також перше місце з $8 176 615. У США зібрав $45 млн, за кордоном — близько $58 мільйонів, загальний результат — $103 млн. Найкасовіший фільм Ван Дамма, в якому він грав головну роль, другий, що заробив понад $100 млн (після «Універсального солдату»).

### Критика
На Rotten Tomatoes рейтинг становить 43 %, IMDb — 5.7/10.

## Продовження
- Патруль часу — телевізійна версія з однойменною назвою, нараховує дев'ять епізодів, трансляція тривала у 1997 р. на ABC. Головні ролі виконували Тед Кінг як Джек Логан і Крісті Коневей як Клер Хеммінгс.
- Патруль часу 2: Берлінське рішення — сиквел, що вийшов прямо на DVD, випущений у 2003 р., в ролях: Джейсон Скотт Лі і Томас Єн Гріффіт, режисер — Стів Боюм.
- Однойменна гра за мотивами фільму, розроблена Cryo Interactive і випущений на SNES в 1995 р.
- Серія романів письменника Дена Паркінсона. Опублікована у 1997—1999 рр., що зображує персонажа Джека Логана з телесеріалу.
- У 2010 р. Universal оголосила про перезавантаження фільму[3].